# Acanthodoras
Acanthodoras — рід прісноводних риб з родини Бронякові ряду сомоподібних. Має 3 види.

## Опис
Загальна довжина представників цього роду коливається від 8 до 14 см. Голова велика, трохи сплощена. Рот широкий. Очі маленькі. Мають 3 пари вусиків. Тулуб кремезний. З боків розташовано вузьку смужку з кісткових пластинок. Спинний плавець великий, з короткою основою, є жорсткий та гострий шип. Грудні плавці широкі, з сильними шипами. Жировий плавець невеличкий. Анальний плавець має коротку основу, є доволі довгі. Хвостове стебло вузьке або широке.
Забарвлення коричневе з різними відтінками.

## Спосіб життя
Зустрічаються в заболочених ділянках з повільною течією або стоячою водою. Переважно це заболочені ділянки невеликих річкових приток із рослинністю. Воліють піщано-мулисті ґрунти, завалені корчами. Грудними плавниками-колючками видають звуки різної гучності, що нагадують скреготання. Колючки спинного й грудного плавців містить слабку отруту. Активні вночі. Живляться переважно водними безхребетними, рідше рибою.

## Розповсюдження
Є ендеміком Південної Америки. Поширені в басейні річок Амазонка, Ріу-Негру і Ессекібо.

## Види
- Acanthodoras depressus
- Acanthodoras spinosissimus
- Acanthodoras cataphractus

## Тримання в акваріумі
Підходить ємність від 150 літрів. На дно насипають дрібний пісок темних тонів. Як укриття підійдуть великі гіллясті корчі. З рослинності підійдуть кущі ехінодорусів з міцною кореневою системою. Не завадять і плаваючі на поверхні води рослини — сальвінія, ряска. Мирні. Утримувати можна групою від 3 особин або поодинці. Непогано уживаються з родинними видами та іншими рибами. Самі нікого не бояться через потужну і міцну «броню». Вживають будь-які харчі для акваріумних риб, але перевагу віддають живим харчам. До сухого корму звикають не відразу. З технічних засобів знадобиться внутрішній малопотужний фільтр для створення слабкої течії. Температура тримання повинна становити 20-25 °C.